# Luis Otero Martínez-Siegenthaler
Luis Otero Martínez-Siegenthaler (San Isidro, Argentina; 30 de abril de 1964) es un cantante, compositor y director de orquesta y coro español.

## Biografía
Luis Otero nace en San Isidro (Buenos Aires), pero crece y se forma en Mar del Plata. Inicia sus estudios musicales en violín en el Conservatorio Provincial Luis Gianneo de dicha ciudad, aunque pronto descubre la pasión por la composición y la dirección de la mano de Isidro B. Maiztegui, quien fue su maestro y referente en su juventud. Recibe también formación de canto de la mano de la profesora Carmen Favre y, ya en Buenos Aires, con Dora Berdichevsky.
Funda y dirige el grupo vocal «Son del Sur», orientado a la investigación de aplicar la técnica polifónica a otras músicas, cuya actividad arranca en Argentina en 1996 y se prolonga en Europa hasta 2005. Pivotando siempre sobre el tango y la obra de Piazzolla, su trayectoria les lleva a colaborar con el actor Imanol Arias en un homenaje a Federico García Lorca en 2004, y a inaugurar en 2005 la VI Cumbre Mundial del Tango en el Teatro Lope de Vega de Sevilla.
En este periodo realiza también con el Ensemble Vocal «In Meridiem» una labor de difusión de la música vocal entre niños y jóvenes. En este sentido, también forma y dirige a la Joven Orquesta de Tango de Granada. Su labor educativa le lleva a colaborar con Irene Fernández, con quien edita su disco dedicado al folklore argentino, o con el cantautor Fran Fernández.
Sus composiciones y arreglos han sido interpretados por el quinteto de metales Proemium Metals, con el que publica los discos Confluencias  y el monográfico sobre Piazzolla Astor en bronces, y ha puesto música a los textos del poeta granadino Pedro Enríquez.
También ha trabajado en la reconstrucción de música antigua de Andalucía. Trabaja sobre la obra de Antonio Luján durante el proyecto «La Navidad en la Capilla Real», encargado por el Cabildo de la Capilla Real de Granada, así como en el reestreno de las «Vísperas Solemnes de la Virgen María» de Rodrigo de Ceballos con el Coro Omnes Populi, la Schola Gregoriana Hispana y el Ensemble de Cuerdas de la Joven Orquesta del Sur de España.
Durante 2012-2013 celebra sus treinta años de actividad compartida con la soprano Ana Velia Trassens con el espectáculo Elogio de la melancolía.
En 2015, por encargo del Patronato Cultural Federico García Lorca de la Diputación de Granada, estrena el espectáculo “Hotel Castelar, Federico en Buenos Aires” en la casa natal del poeta en Fuente Vaqueros.
En los últimos años se centra en la difusión de la música hispano americana del siglo XX, usando como temas recurrentes la canción protesta o el legado de Lorca, trabajo que se proyecta en la publicación de su disco Porque Cantamos.

## Discografía
- Astor en bronces, Proemium Metals, 2011 (Arreglos)
- Confluencias, Proemium Metals, 2012  (Compositor)
- La Navidad en la Capilla Real de Granada, Camerata Amati y Luis Otero, 2006 (Director)
- Porque cantamos, Ana Velia Trassens y Luis Otero, 2014 (Arreglos, guitarra y voz)